# Målilla mekaniska verkstad

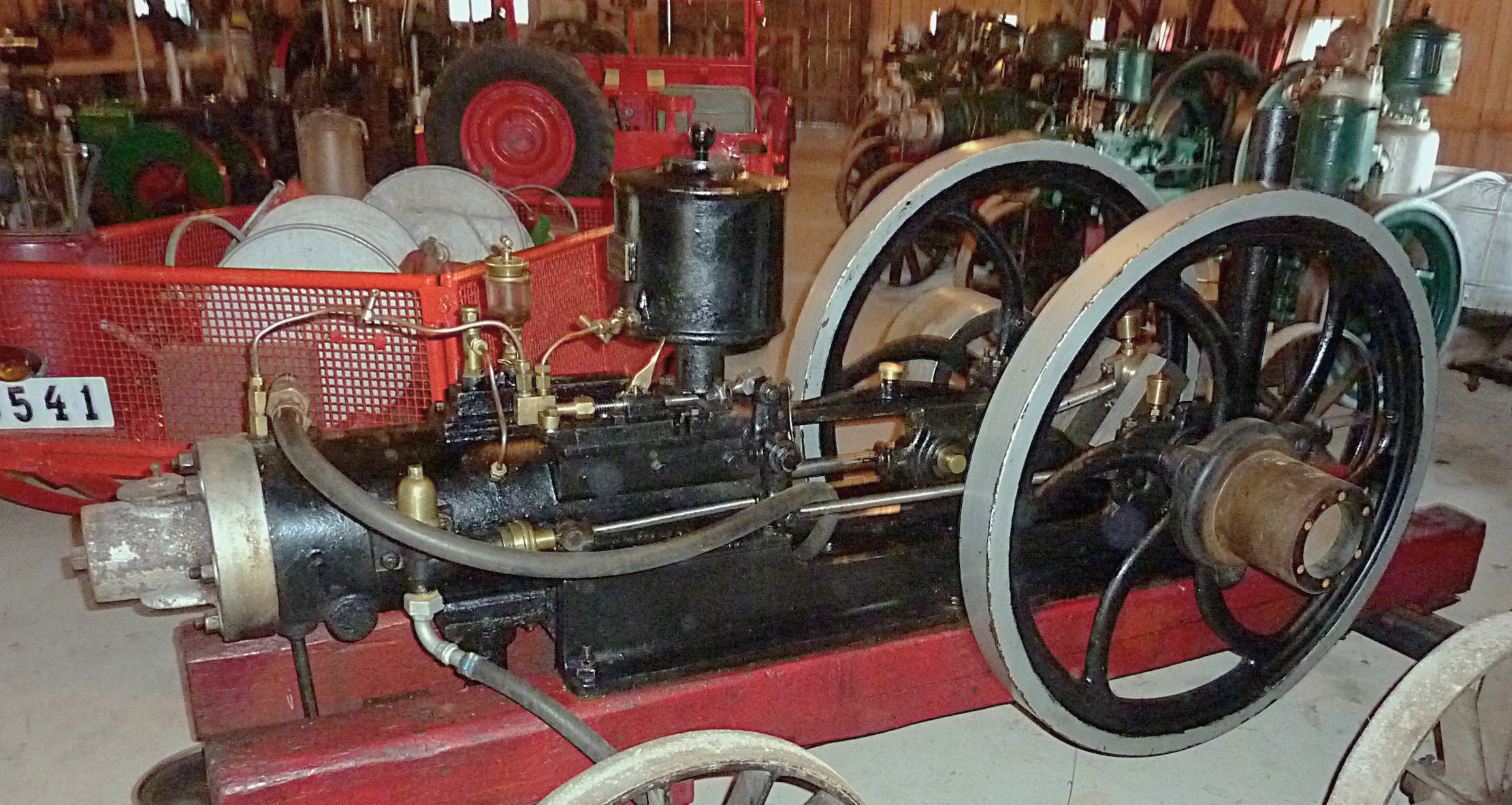
Alms första motor tillverkad 1908 efter Beijers modell. Annonserades i 3,4,6,8 och 10 hk varav denna sannolikt är en 4 hk motor.

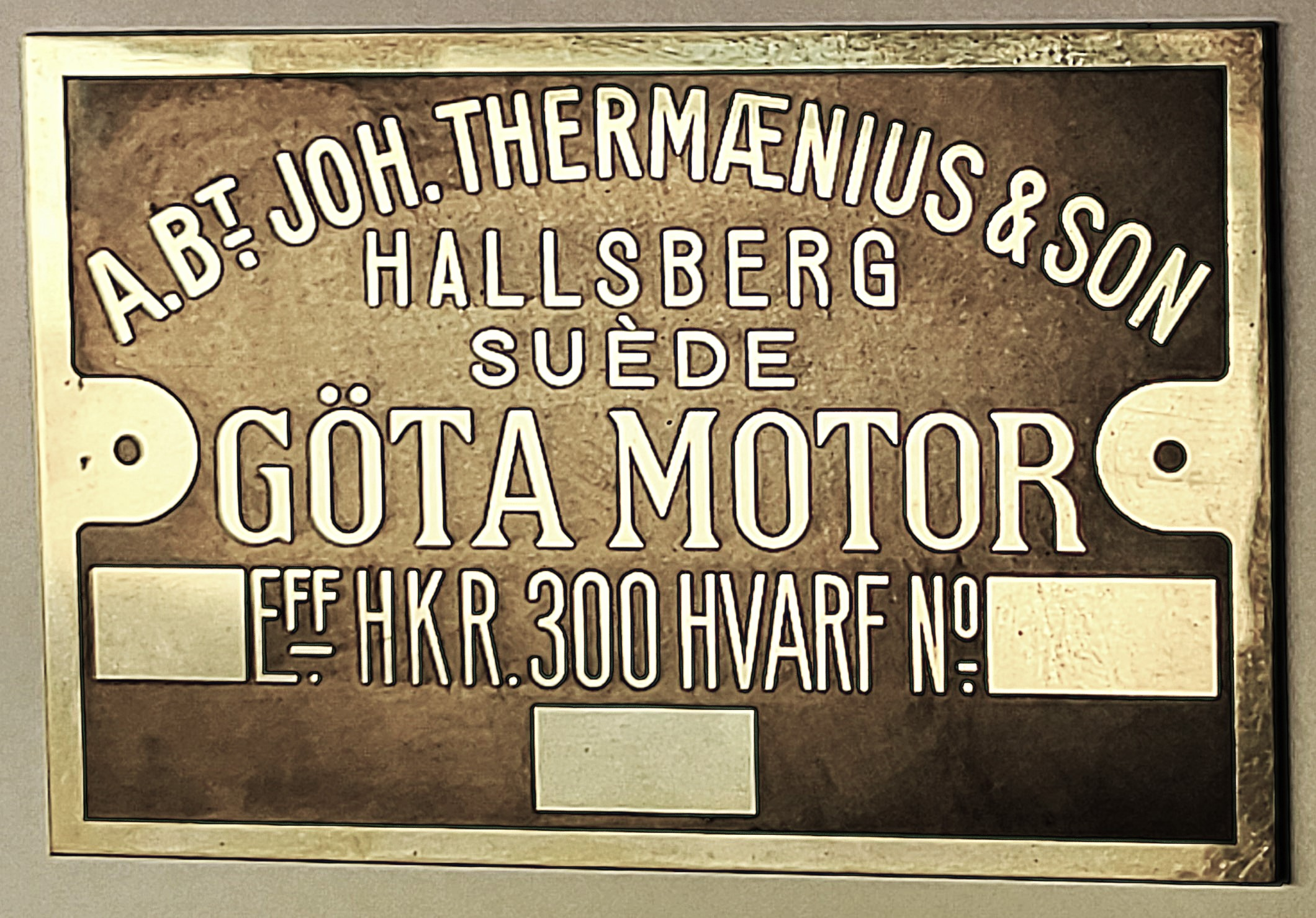
Skylt för GÖTAMOTOR, tillverkad vid Beijers och Målilla Mekaniska verkstäder åt Thermænius

Målilla mekaniska verkstad är en tidigare verkstadsindustri i Målilla.
Målilla mekaniska verkstad grundades 1907 av Carl August Alm (1872–1955) som reparationsverkstad och cykelfabrik. Från 1908 tillverkades fotogenmotorer enligt Beijers konstruktion från 1901 och från 1912 en motor av Carl August Alms egen konstruktion, den så kallade A-motorn. År 1911 byggdes ett gjuteri. Motorerna såldes 1910-12 av Joh. Thermaenius & Son i Hallsberg (liksom motorer från Beijers) under varumärket "GÖTAMOTOR".
År 1919 byggdes en prototyp till motorplogen Force. Tillverkningsrätten övertogs av Rosenfors bruk, som dock bara tillverkade och sålde ett exemplar.
Sedan Carl August Alm 1931 köpt Bruzaholms Bruk, tog sönerna Erik och Axel Alm över driften av verksamheten i Målilla. Firman ombildades 1937 till aktiebolag. År 1940 presenterades DS-motorn, en ny lättare dieselmotor, som såldes också som båtmotor, men sedan låg motortillverkningen nere några år under andra världskriget. En första kompressor presenterades 1943. Export av motorer började 1944, samma år som företaget bytte namn till Calmoverken.
Axel Alm övertog företaget 1952, och 1957 togs den första svensktillverkade luftkylda dieselmotorn fram, en luftkyld en- och tvåcylindrig fyrtaktare med direktinsprutning.

## Bildgalleri

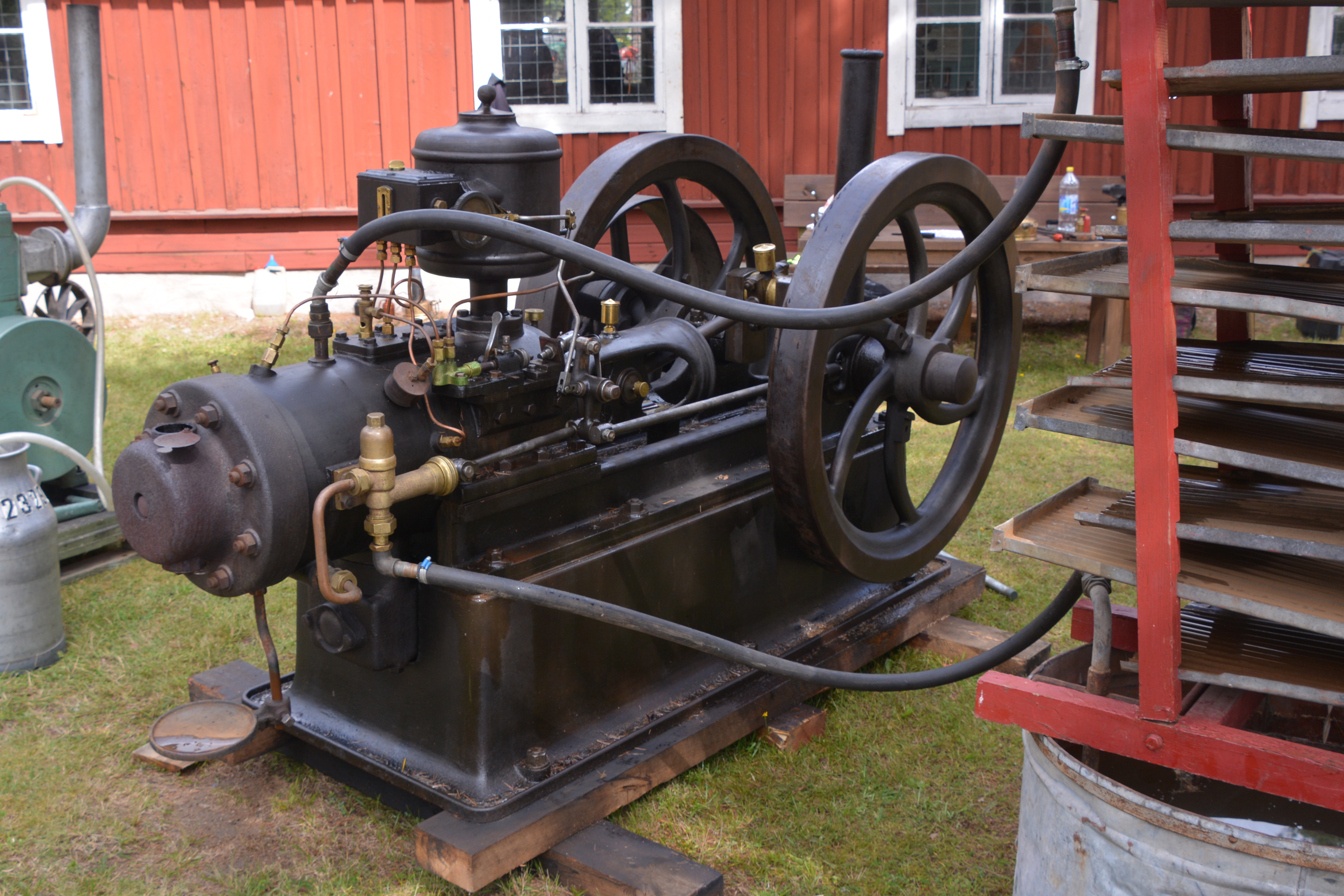
Målilla modell A
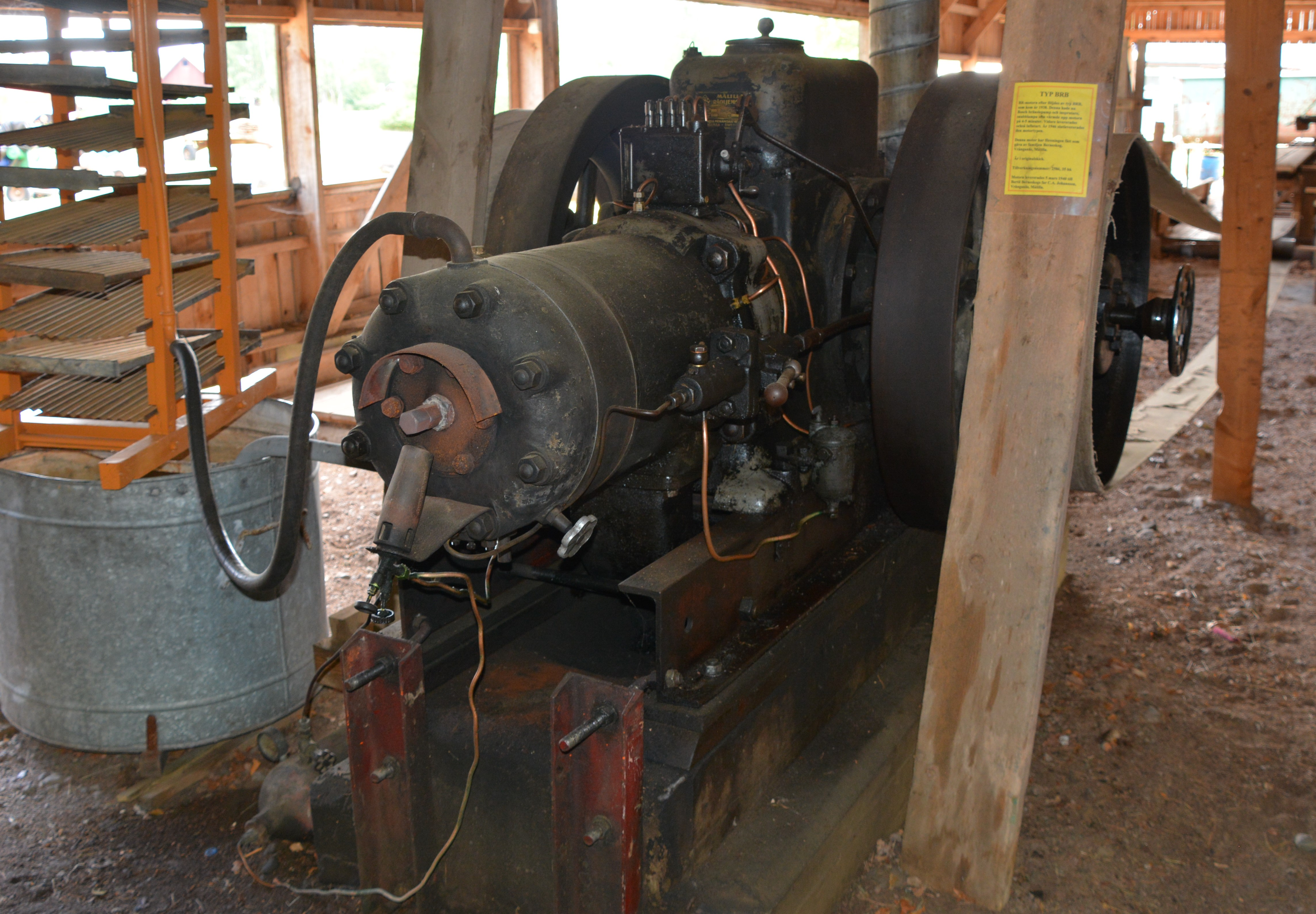
Målilla modell BRB